# Чепмен, Сэмми
Сэ́мми Че́пмен (англ. Sammy Chapman 16 февраля 1938, Белфаст — 26 июля 2019) — североирландский футболист, играл на позиции полузащитника. По завершении игровой карьеры — тренер.
Выступал, в частности, за клубы «Портсмут» и «Мансфилд Таун», вызывался в национальную сборную Северной Ирландии.

## Клубная карьера
Во взрослом футболе дебютировал в 1953 году выступлениями за команду «Гленторан», в которой провел два сезона, после чего на один сезон присоединился к клубу «Гленавон».
1956 года стал игроком ирландского «Шемрок Роверс», в котором, впрочем, не задержался и в том же году перебрался в Англию, став игроком клуба «Мансфилд Таун». Сыграл за команду из Мансфилда следующие два сезона своей игровой карьеры. Большинство времени, проведенного в составе «Мансфилд Тауна», был основным игроком команды. В составе клуба был одним из главных бомбардиров команды, имея среднюю результативность на уровне 0,5 гола за игру первенства.
1958 года заключил контракт с клубом «Портсмут», в составе которого провел следующие три года своей карьеры игрока.
В 1961 году вернулся в клуб «Мансфилд Таун», за который отыграл ещё 2 сезона. Играя в составе «Мансфилд Тауна», как правило, выходил на поле в основном составе команды. Вскоре получил пожизненный запрет на выступления на профессиональном уровне, а также 6-месячный срок заключения за участие в договорных матчах в составе «Мансфилда». Последний раз играл на любительском уровне в 1965—1966 годах за команду «Ист Рэнд Юнайтед».

## Выступления за сборную
В 1958 году был вызван в ряды национальной сборной Северной Ирландии и даже был включен в её заявку для участия в финальной части чемпионата мира 1958 года в Швеции. Однако ни на этом турнире, ни после него в рядах основной североирландской сборной так и не дебютировал.

## Карьера тренера
Начал тренерскую карьеру, вернувшись к футболу после некоторого перерыва. Работал в тренерских штабах клубов «Портсмут» и «Кру Александра».
Впоследствии был скаутом клуба «Вулверхэмптон», а в ноябре 1985 года был назначен исполняющим обязанности главного тренера команды. Под его руководством команда провела 33 игры, из которых выиграла всего 8 матчей и почти половину проиграла.